# Matsmältningsorganens sjukdomar
Matsmältningsorganens sjukdomar är en grupp diagnoser i ICD-10 för sjukdomar och olägenheter i de organ som hör till matspjälkningen.
Till denna grupp sjukdomar hör tandsjukdomar, andra sjukdomar i munhåla, käke, tunga och svalg, mag- och tarmsjukdomar (gastrointestinala sjukdomar), leversjukdomar, samt sjukdomar i gallan eller bukspottskörteln. Många av dessa sjukdomar kan bero på faktorer som gör att sjukdomarna också hör till andra klasser, såsom infektionssjukdomar, endokrina sjukdomar, cancer, sår och skador, stressrelaterade sjukdomar, medfödda sjukdomar och missbildningar. 